# Constantin Moisii
Constantin Hușanu (n. 30 noiembrie 1952, Buruienești, Neamț, România) este un deputat român, ales în 2012 din partea grupului parlamentar Democrat și Popular.
În timpului mandatului a trecut la grupul parlamentar al Partidului Social Democrat.